# Jón Jósep Snæbjörnsson
Jón Jósep Snæbjörnsson of gewoon Jónsi (Akureyri, 1 juni 1977) is een IJslandse zanger.

## Biografie
Jónsi speelt in de band Í Svörtum Fötum. In 2004 nam hij namens IJsland deel aan het Eurovisiesongfestival 2004 in Istanboel. Hij werd rechtstreeks aangeduid en mocht door het goede resultaat van Birgitta Haukdal op het Eurovisiesongfestival 2003 direct in de finale aantreden. Zijn lied Heaven loste echter niet de verwachtingen in en werd 19de.
In 2012 deed hij via Söngvakeppni Sjónvarpsins, de IJslandse preselectie voor het Eurovisiesongfestival, een poging om IJsland opnieuw te vertegenwoordigen op het liedjesfestijn. Aan de zijde van Gréta Salóme bracht hij het door Salóme geschreven lied Mundu eftir mér, waarmee het duo ook won. Dankzij deze overwinning traden Jónsi en Salóme namens IJsland aan op het Eurovisiesongfestival 2012 in Bakoe, Azerbeidzjan. Het lied werd voor de gelegenheid in het Engels vertaald als Never forget. Het duo eindigde als twintigste op zesentwintig deelnemers.

## Discografie

### Singles
| Single met hitnotering(en) in de Vlaamse Ultratop 50 | Datum van verschijnen | Datum van binnenkomst | Hoogste positie | Aantal weken | Opmerkingen                  |
| ---------------------------------------------------- | --------------------- | --------------------- | --------------- | ------------ | ---------------------------- |
| Never forget                                         | 2012                  | 26-05-2012            | tip80           | -            | als Jónsi / met Gréta Salóme |

1986: ICY · 
1987: Halla Margrét · 
1988: Beathoven · 
1989: Daníel Ágúst · 
1990: Stjórnin · 
1991: Stefán & Eyfi · 
1992: Heart 2 Heart · 
1993: Inga · 
1994: Sigga · 
1995: Bo Halldórsson · 
1996: Anna Mjöll · 
1997: Paul Oscar · 
1999: Selma · 
2000: August & Telma · 
2001: Two Tricky · 
2003: Birgitta · 
2004: Jónsi · 
2005: Selma · 
2006: Silvia Night · 
2007: Eiríkur Hauksson · 
2008: Euroband · 
2009: Yohanna · 
2010: Hera Björk · 
2011: Sigurjón's Friends · 
2012: Gréta Salóme & Jónsi · 
2013: Eyþór Ingi Gunnlaugsson · 
2014: Pollapönk · 
2015: María Ólafsdóttir · 
2016: Gréta Salóme · 
2017: Svala · 
2018: Ari Ólafsson · 
2019: Hatari · 
2021: Daði & Gagnamagnið · 
2022: Systur · 
2023: Diljá · 
2024: Hera Björk · 
2025: Væb
- Gemeinsame Normdatei: 135367603
- International Standard Name Identifier: 0000 0003 6838 5122
- MusicBrainz: 9e016bd3-87ef-49ba-9f03-067f21ee9473
- Virtual International Authority File: 80138137
- WorldCat: E39PCjvX9KGyGKqxXQy3KBDFyq